# 汲桥路
汲桥路，安徽省合肥市的一条东西向城市次干道，得名自没入大房郢水库的汲桥村。道路东起淮南北路，西至蒙城北路。沿路有宝湾国际物流中心。合肥轨道交通5号线汲桥路站即以此路为名。

## 轨道交通
- █ 5号线：汲桥路站